# Patge

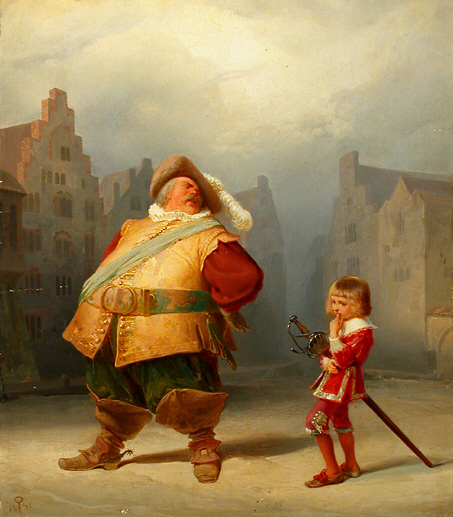
Falstaff i el seu patge, pintura inspirada en l'obra de Shakespeare.

Un patge (del grec παιδιον, paidion, xiquet) era un noble jove que estava al servei d'un rei, d'un príncep, d'un cavaller o d'un prelat.

## Funcions del patge

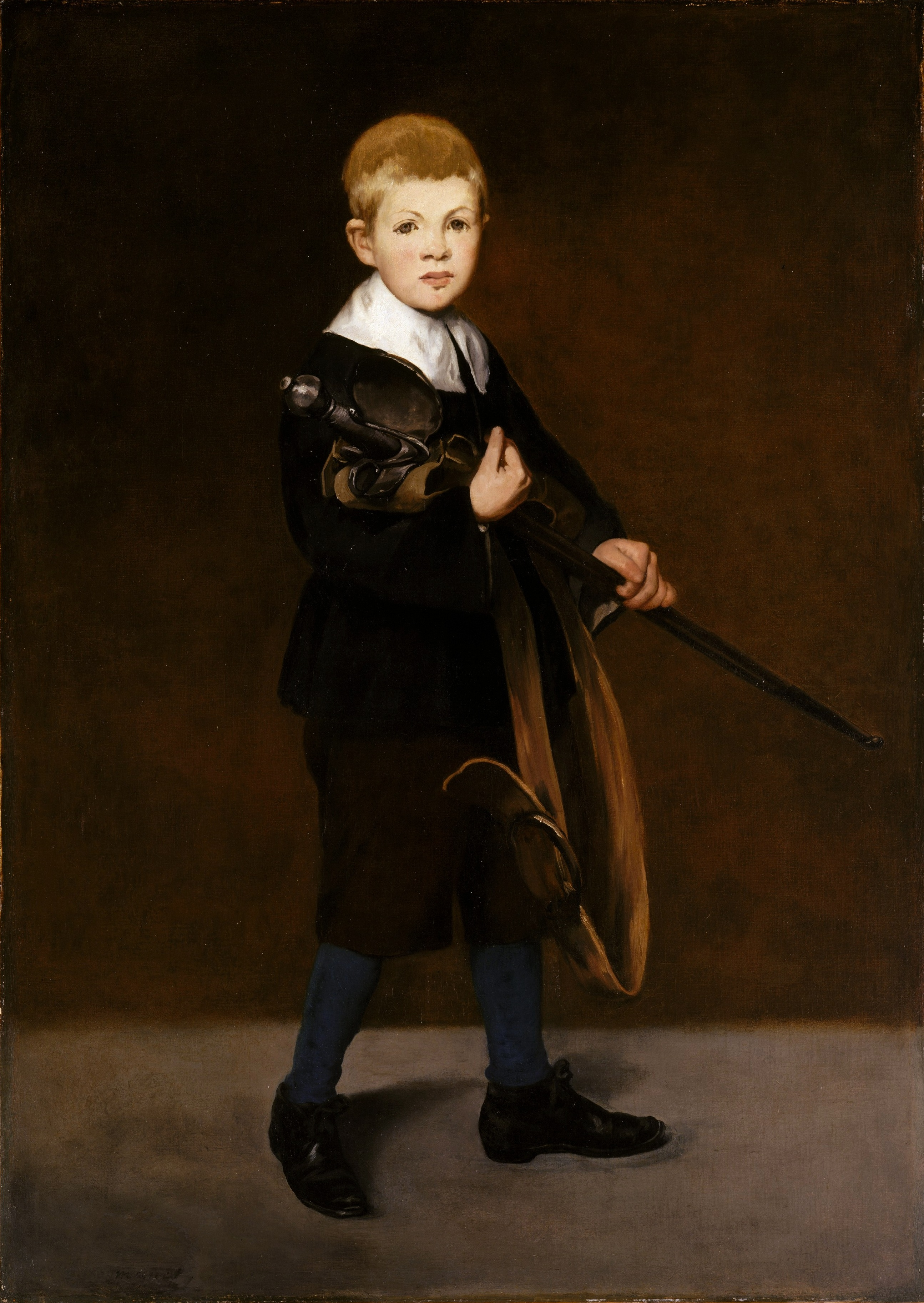
Un patge espanyol: El noi amb l'espasa, d'Édouard Manet.

A l'edat mitjana, un patge era l'acompanyant d'un cavaller, un aprenent d'escuder. Els nens servien com a patges durant set anys, des que en tenien set (després de tallar-se els cabells) fins als catorze. Als catorze anys podien continuar servint com a escuders, i a vegades als vint-i-un anys tenien l'opció d'arribar a cavallers. Als castells i les grans cases hi havia una mena de patges força similar, que es dedicaven a transportar objectes i fer arribar missatges als aristòcrates i a la reialesa. Sovint aquests nois eren fills d'altres grans famílies que aprenien tots els detalls del sistema senyorial mirant i estant-hi en contacte de manera constant. El fet de viure a la casa era un gest de bona voluntat entre les dues famílies, i ajudava els nois a adquirir contactes polítics per a la seva vida adulta.
A l'edat moderna, els nois d'extracció humil també podien aconseguir un lloc similar en una gran casa. Aquests patges eren aprenents de lacai, i a diferència d'altres menes de criats, que feien feines pesades, ells es dedicaven a tasques lleugeres i vestien lliurea quan l'aristòcrata rebia visites.

## Tipus de patges
- Patge de cambra: servia el senyor en els afers de la cambra, ajudant-lo a vestir-se o despullar-se.
- Patge de la copa: servia el vi a taula al seu senyor.
- Patge de plat: duia els plats a la taula.
- Patge d'armes: acompanyava el seu senyor portant-li les armes.
- Patge de la llança: carregava la llança del senyor.
- Patge de rodella: portava l'escut del senyor.
- Familiar: patge al servei d'un bisbe.
- Comensal: patge al servei d'un prelat.[1]

## Patge decoratiu
A l'època del Renaixement es va posar de moda fer servir nens i nois negres vestits de manera "decorativa" com a patges. Aquest costum es va conservar durant segles, i el barroc i el rococó van convertir la figura del "patge africà" en un element fix, que és molt present en la literatura i el cinema que recreen aquesta època.
Avui els patges pràcticament han desaparegut, tret dels de les residències reials i dels que es troben en moltes manifestacions de la cultura popular: al ball de bastons de Solsona els dansaires fan de patge de la mare de Déu; a la cavalcada dels Reis Mags d'Alcoi hi trobem patges negres, i a la resta de cavalcades dels Països Catalans hi participen patges en papers més o menys rellevants (com el patge Gregori a Barcelona, el patge Xiu-Xiu a Terrassa o en Fumera a Girona i la Catalunya Nord). Als EUA també es conserva la figura del patge de la Cambra de Representants dels Estats Units, que són escollits entre nois i noies adolescents, inscrits o no a un partit; se seleccionen per mitjà d'un sistema molt competitiu i fan petites tasques de suport als congressistes i senadors, des de portar cafès fins a dur missatges, entre d'altres.